# Al Hall
Alfred Wesley Hall (Jacksonville (Florida), 18 maart 1915 – New York, 18 januari 1988) was een Amerikaanse jazzcontrabassist van de swing.

## Biografie
Al Hall groeide op in Philadelphia (Pennsylvania). In zijn jonge jaren leerde hij cello en tuba spelen en wisselde in 1932 naar de contrabas. Hij speelde in plaatselijke orkesten, voordat hij in 1936 naar New York ging. In 1936/1937 werkte hij daar met Billy Hicks, in 1937/1938 met Skeets Tolbert en van 1939 tot 1941 in de band van Teddy Wilson. Van 1942 tot 1943 speelde hij met Ellis Larkins, in 1943/1944 met Paul Baron. Sinds 1945 werkte Hall bij voorkeur in theaterorkesten in New York, was hij in 1958 betrokken bij de muziek voor de show Jerome Robbins' Ballet U.S.A. en begeleidde hij in 1959 Yves Montand.
Naast zijn hoofdberoep in verschillende theaterorkesten speelde hij steeds met jazzmuzikanten als Count Basie (1952) en Erroll Garner (1956). Van 1946 tot 1950 leidde hij ook het label Wax. Al Hall was betrokken bij plaatopnamen van Louis Armstrong, Don Byas, Duke Ellington/Johnny Hodges, Clyde Hart, Budd Johnson, Andy Kirk, Ben Webster, Dickie Wells, Teddy Wilson en anderen. Ofschoon swingmuzikant, nam hij in 1946 ook op met bopmuzikanten als Bud Powell, Sonny Stitt en Kenny Dorham (The Bebop Boys bij Savoy Records). In 1946/1947 ontstonden ook opnamen onder zijn eigen naam bij Wax. Tijdens de jaren 1970 was hij lid van de band van Paul Gonsalves.

## Overlijden
Al Hall overleed in januari 1988 op 72-jarige leeftijd.